# Aspidimorpha bifoveolata
Aspidimorpha bifoveolata es un coleóptero de la familia Chrysomelidae.
Fue descrita científicamente por primera vez en 1984 por Chen & Zia.